# Centrale thermique d'Aqaba
La centrale thermique d'Aqaba est une centrale thermique en Jordanie.